# Хоум Гарден (Калифорнија)
Хоум Гарден (енгл. Home Garden) насељено је место без административног статуса у америчкој савезној држави Калифорнија.

## Демографија
По попису из 2010. године број становника је 1.761, што је 59 (3,5%) становника више него 2000. године.
| Група             | 2000.       | 2010.         |
| Белци             | 377 (22,2%) | 239 (13,6%)   |
| Афроамериканци    | 220 (12,9%) | 221 (12,5%)   |
| Азијати           | 124 (7,3%)  | 50 (2,8%)     |
| Хиспаноамериканци | 939 (55,2%) | 1.189 (67,5%) |
| Укупно            | 1.702       | 1.761         |